# Sabine Lautenschläger
Sabine Lautenschläger (nacida el 3 de junio de 1964) es una jurista alemana y banquera central. Formó parte del comité ejecutivo del Banco Central Europeo, sucendiendo en el cargo a Jörg Asmussen, y anteriormente fue vicepresidente del Deutsche Bundesbank.
Lautenschläger se graduó con un Staatsexamen de la Universidad de Bonn en 1990.

## Carrera
Lautenschläger, comenzó su carrera en la supervisión bancaria en 1995, en la Oficina Federal de Supervisión Bancaria, predecesor de la actual Autoridad Federal de Supervisión Financiera (BaFin) y sirvió como miembro del Comité de Basilea de Supervisión Bancaria entre 2008 y principios de 2014.

### Vicepresidenta del Bundesbank, 2011-2013
Lautenschläger fue nombrada como vicepresidenta del Bundesbank en 2011, siendo la primera mujer en ocupar dicha posición. En ese cargo, era responsable de la banca y la supervisión financiera. También fue miembro del Comité de Estabilidad Financiera del Sistema Europeo de Bancos Centrales, entre 2012 y principios de 2014.
Durante su tiempo en el Bundesbank, Lautenschläger insistió en que las pruebas de estrés realizadas por el BCE sobre los activos de los banco fueran exigentes y creíbles, al mismo tiempo que realizaba un llamamiento a la zona euro para contar con un mecanismo de resolución bancario con una base jurídica resistente. Advirtió sobre los posibles conflictos de interés que pueden surgir dentro del BCE ya que tiene la responsabilidad tanto de la política monetaria como de la supervisión bancaria, y se ha mantenido en contra del tratamiento de la deuda pública nacional como activos libres de riesgos en los balances de los bancos. También advirtió de los riesgos de mantener las tasas de interés demasiado bajas durante demasiado tiempo.
En línea con la Junta del Bundesbank, Lautenschläger se ha opuesto sistemáticamente al plan de compra de bonos del BCE, conocida como Operaciones monetarias de compraventa (OMC).

### Miembro del Comité Ejecutivo del BCE, 2014–2019
Lautenschläger fue propuesta por el gobierno alemán como miembro del Comité Ejecutivo del Banco Central Europeo en diciembre de 2013.
En ese momento, Claudia Maria Buch y Elke König fueron citadas por los medios de comunicación alemanes como aspirantes para el puesto. Los gobiernos de la zona euro estaban bajo la presión de los eurodiputados de designar a una mujer para el comité, que había sido presidida por hombres desde que la austriaca Gertrude Tumpel-Gugerell dejara su cargo a la mitad del mandato a mediados de 2011. A diferencia de su predecesor, Jörg Asmussen, Lautenschläger no tiene ningún tipo de afiliación política. La nominación de Lautenschläger fue bien recibida por los responsables políticos de todo el espectro político. Su candidatura fue respaldada por la Comisión de Asuntos Económicos y Monetarios del Parlamento Europeo el 13 de enero y por la asamblea en pleno el 16 de enero. Ya desde un principio, había opiniones que observaron que la experiencia en regulación de Lautenschläger también podría hacer de ella una opción para ocupar el cargo del Comité de Supervisión del BCE, ya que debe ser ocupado por un miembro del Comité Ejecutivo.
Desde su nombramiento como Vicepresidenta del Comité de Supervisión en febrero de 2014, Lautenschläger también ha sido responsable del Mecanismo Único de Supervisión (MUS) –junto a la Presidenta de la Danièle Nouy–. Representa al MUS en el Comité de Supervisión Bancaria de Basilea .
A principios de septiembre de 2014, Danièle Nouy y Lautenschläger recibieron cobertura en los medios de comunicación debido a los resultados de las pruebas de resistencia o tests de estrés que pusieron a prueba los balances de los bancos más grandes de la eurozona.
En noviembre de 2014, Lautenschläger señaló que ella se opondría a la compra de bonos de los países de la eurozona por parte del BCE, salvo que exista una clara amenaza de disminuciones persistente en los precios al consumidor, contradiciendo el mensaje anterior transmitido por el presidente del BCE , Mario Draghi, y su adjunto, Vitor Constãncio de que esta medida iba a perseguir el aumento de la inflación. Junto al presidente del Bundesbank alemán, Jens Weidmann, dirigió posteriormente la oposición en el Comité Ejecutivo en contra de la resolución del 22 de enero de 2015 de empezar la compra de deuda pública a gran escala arguyendo que de esta forma se elimina la presión a los países de la zona del euro a reformar sus economías y mejorar su competitividad. En abril de 2015, puso en entredicho públicamente la efectividad del programa de compra de bonos y también advirtió que los bajos tipos de interés podría provocar burbujas en los precios de los activos.
En noviembre de 2015, Lautenschläger rompió de nuevo con la etiqueta habitual al criticar públicamente el esquema de la expansión cuantitativa planificada por el BCE, diciendo que una política monetaria aún más laxa tenía sus límites y que imprimir dinero aún tenía que estabilizar la deflación en los precios, su objetivo formal.

## Otras actividades
- Fundación Alfried Krupp von Bohlen und Halbach, Miembro de la Junta de síndicos.